# Wolodymyriwka (Bohoduchiw)
Wolodymyriwka (ukrainisch Володимирівка; russisch Владимировка Wladimirowka) ist eine Ansiedlung im Westen der ukrainischen Oblast Charkiw mit etwa 140 Einwohnern (2001).
Die 1810 gegründete Siedlung (eine weitere Quelle spricht von 1750) liegt am rechten Ufer des Mertschyk (Мерчик), einem 43 km langen, linken Nebenfluss der Merla, 5 km nördlich vom ehemaligen Gemeindezentrum Murafa, 15 km östlich vom ehemaligen Rajonzentrum Krasnokutsk und 83 km westlich vom Oblastzentrum Charkiw.
Nahe der Ortschaft begann der Zuckerfabrikant und Mäzen Iwan Charitonenko (1820–1891) ein Anwesen zu errichten, das er nach seiner Tochter Natalijiwka (Наталіївка) benannte. Die Errichtung des Anwesens im heutigen Natalijiwskyj Park (Наталіївський парк), einem Denkmal der Landschaftskunst von nationaler Bedeutung, wurde von seinem Sohn Pawel Charitonenko (1853–1914) fortgeführt.
Es entstand ein großer Palast, einige Herrenhäuser, eine Reithalle, ein Stall, ein Wasserturm, ein großes Tor und, nach den Plänen von Alexei Schtschussew, die Erlöser-Verklärungs-Kirche, die von Alexei Ruchljadew errichtet wurde. Die skulpturelle Innenausstattung der Kirche wurde Sergei Konjonkow und Alexander Matwejew durchgeführt und das Mosaik auf der Eingangswand entstand nach einer Zeichnung von Nicholas Roerich.
Am 12. Juni 2020 wurde das Dorf ein Teil der neugegründeten Siedlungsgemeinde Krasnokutsk, bis dahin war es Teil der Landratsgemeinde Murafa (Мурафська сільська рада/Murafska silska rada) im Osten des Rajons Krasnokutsk.
Am 17. Juli 2020 kam es im Zuge einer großen Rajonsreform zum Anschluss des Rajonsgebietes an den Rajon Bohoduchiw.

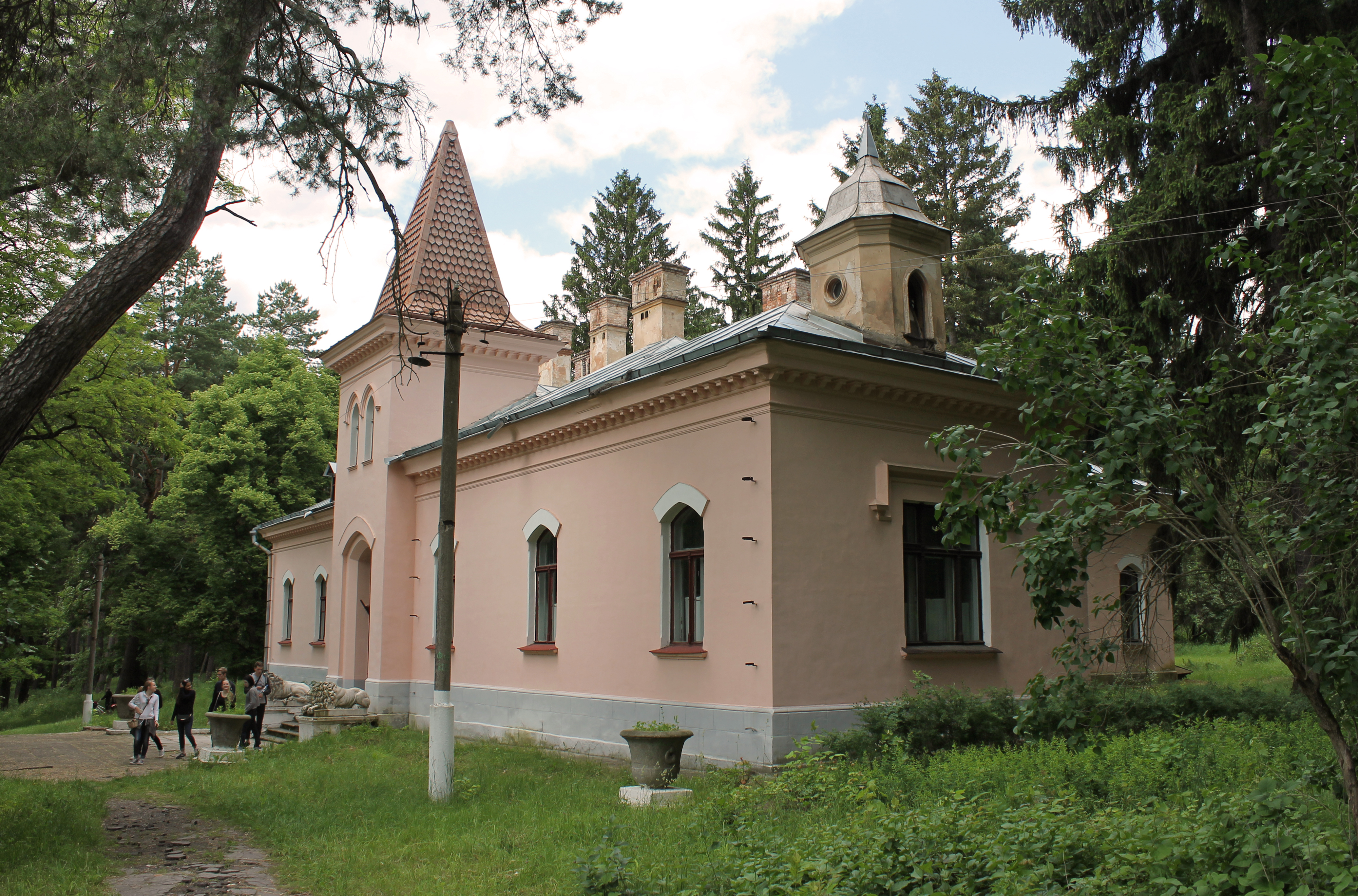
Herrenhaus
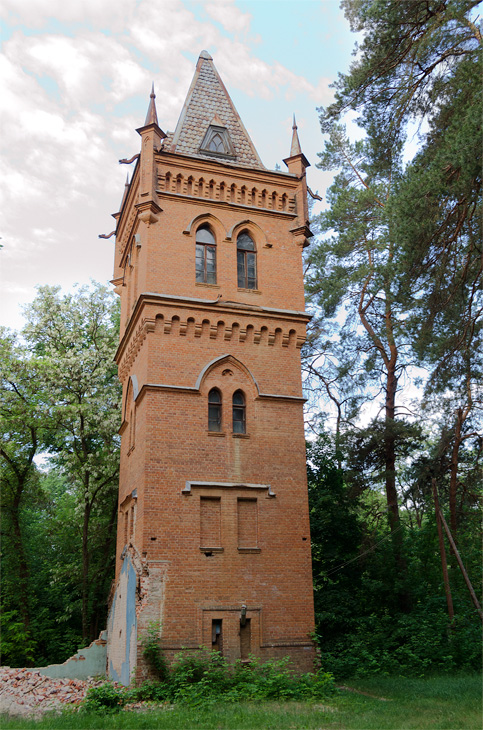
Wasserturm
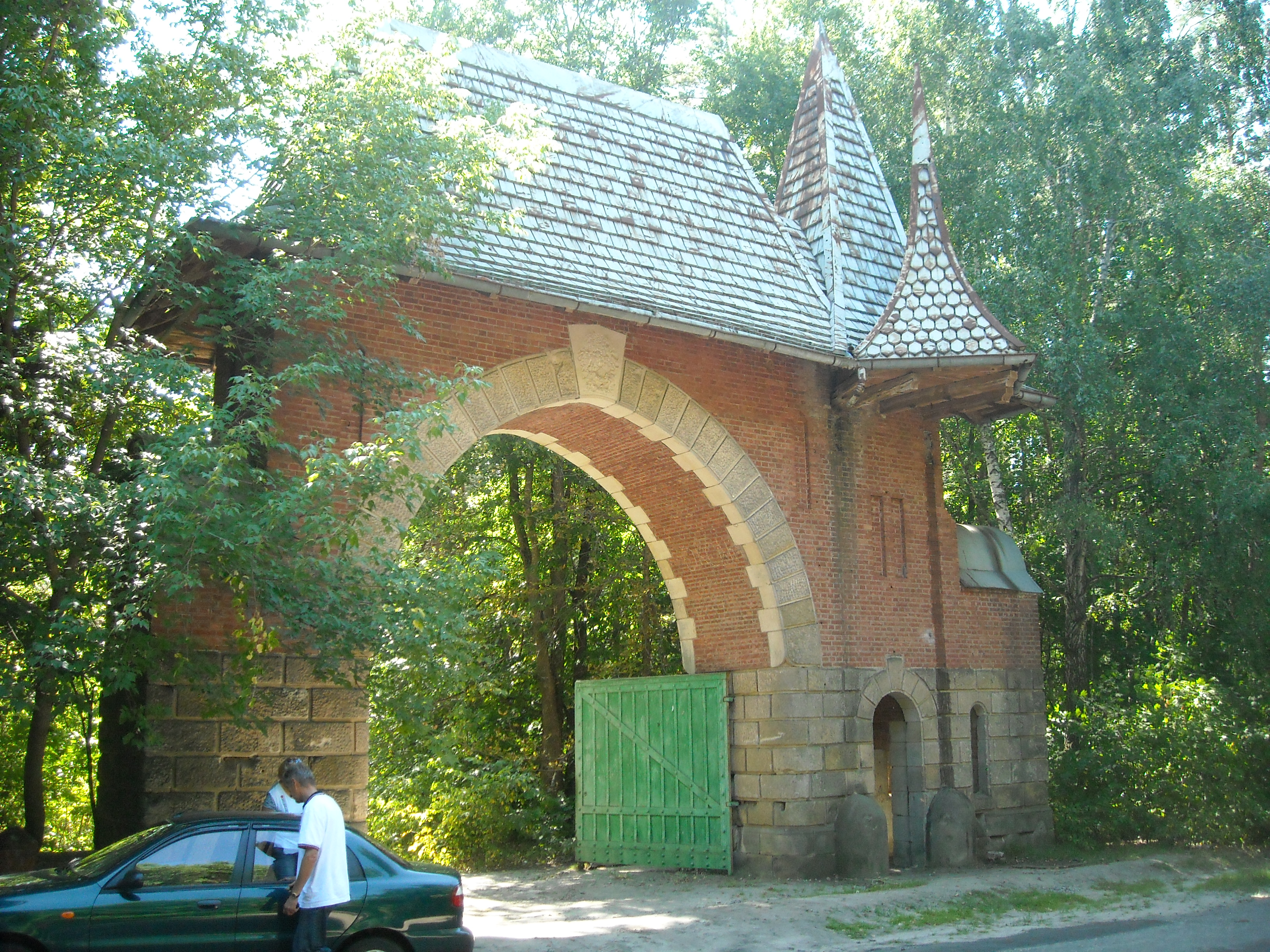
Tor
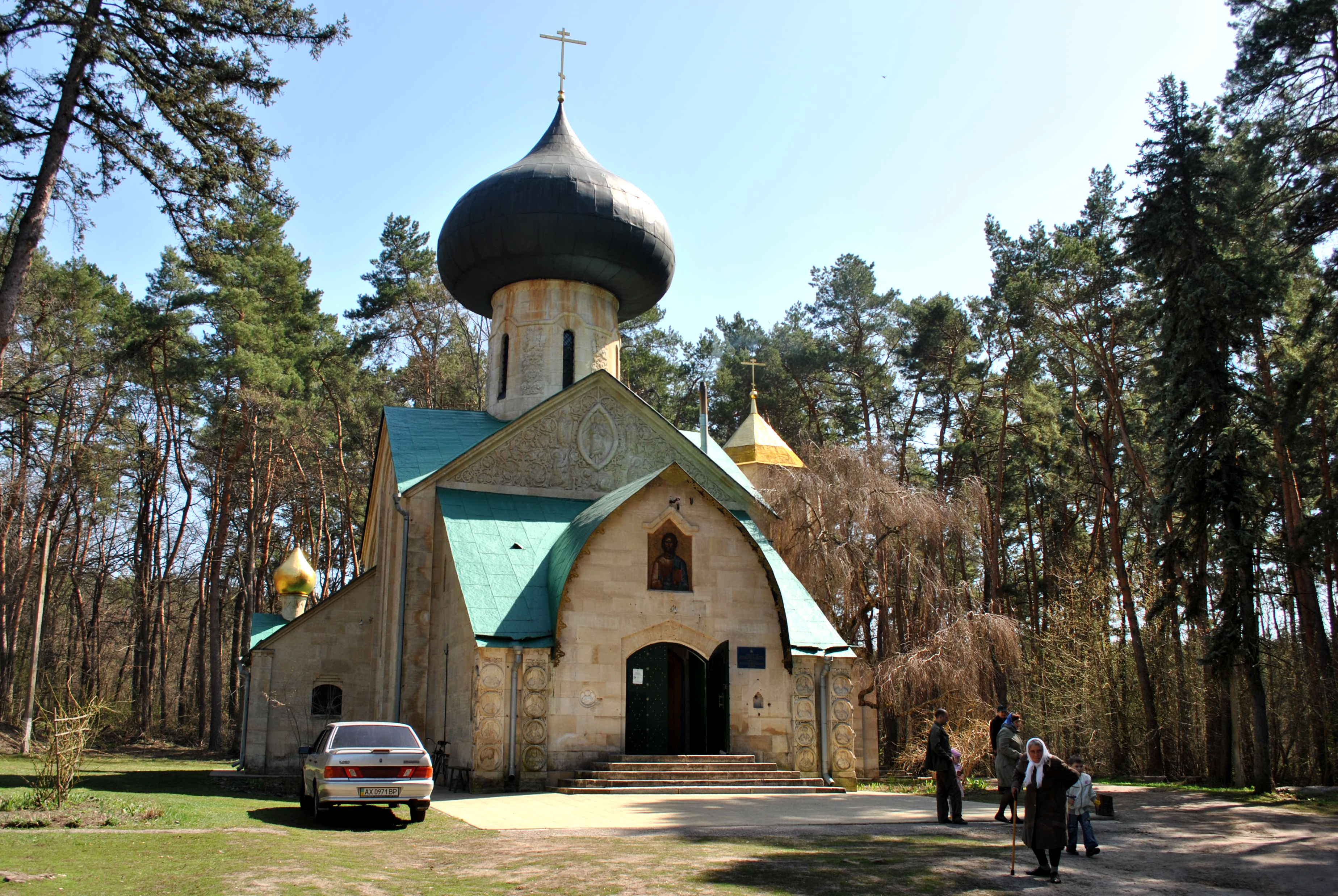
Erlöser-Verklärungs-Kirche